# Domingos Sávio

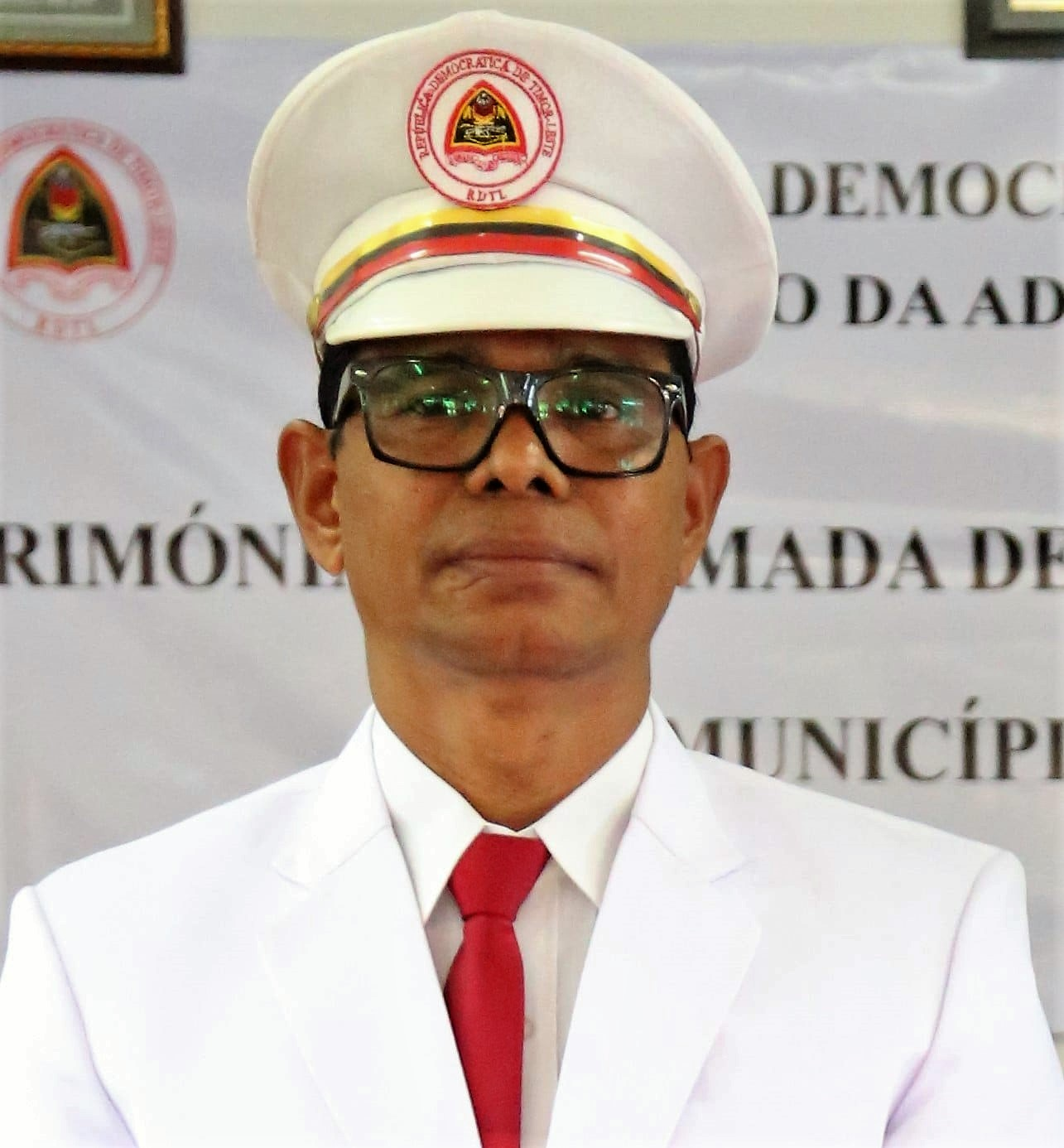
Domingos Savio (2021)

Domingos Sávio Lorrassa (* 8. Dezember 1968 in Ossohira, Iliomar I, Lautém, Portugiesisch-Timor) ist ein leitender Beamter aus Osttimor. Während des Unabhängigkeitskampfes gegen Indonesien trug er als Aktivist den Kampfnamen Carega. Sein traditioneller, timoresischer Name (Jentiu) ist Maior Manu-Maa. „Lorrassa“ ist der Name von Sávios Clan. Von 2021 bis 2024 war er Administrator (Administrador) der Gemeinde Lautém.

## Werdegang
Sávio wurde in einfachen Verhältnissen geboren. Vater war Bosa-Lesa und Mutter Kiki-Doli. Bosa-Lesa war vom Beruf her Zimmermann, der von 1947 bis 1970 in Lospalos arbeitete, während Kiki-Doli sich zu Hause um den Haushalt kümmerte.
Als Kind war Sávio im Krieg gegen die indonesische Invasion als Mitglied Jugendorganisation OPJT (Organização Popular da Juventude Timorense) im Sektor Ponta Leste. Zwischen 1976 und 1978 wurde der Kampf von Widerstandbasen (bases de apoio) aus geführt, in denen die Bevölkerung Schutz suchte (siehe Operation Seroja). Die Kinder und Jugendlichen halfen beim Aufbau von Kooperativen zur Lebensmittelproduktion zur Versorgung der Basen. Sie brachten die Lebensmittel auch in die Kampfzonen oder dienten als Kuriere. Als die Basis am Matebian fiel, ging Sávio mit seiner Mutter zurück in die von Indonesien kontrollierten Siedlungen. Sein Vater war in der Wildnis gestorben. Sávios Bruder war als FALINTIL-Kommandant im Kampf gefallen. Trotz der Zerstörung der Widerstandsbasen ging der osttimoresische bewaffnete Widerstand weiter, an dem sich auch die Familie Sávios weiter beteiligte. Insgesamt starben 30 Mitglieder des Clans im Kampf, viele Angehörige wurden wegen der Unterstützung der Unabhängigkeitskämpfer nach Atauro verbannt oder verhaftet. Auch Domingos hielt Kontakt zu seinen kämpfenden Clanangehörigen in der Wildnis. Zu den Überlebenden gehören Lere Anan Timur, später Oberbefehlshaber der regulären Verteidigungskräfte Osttimors und Orlando Jerónimo da Costa (Serasa).
Domingos Sávio schloss 1986 die Grundschule in Iliomar ab, die Prä-Sekundarschule in Dili 1989 und schließlich die Berufsschule in Dili 1991. Beim Papstbesuch in Osttimor 1989 beteiligte sich Sávio an den Protesten gegen die indonesische Besatzung. Zu seinen Freunden gehörte unter anderem José Manuel Fernandes. Der Verhaftung entkam Sávio, indem er sich von Oktober bis Dezember in Tilomar versteckte. 1991 gehörte Sávio auch zu den Mitorganisatoren der Demonstration, die im Santa-Cruz-Massaker endete. Domingos Bruder João Baptista Sávio kam dabei ums Leben. Seine sterblichen Überreste sind verschwunden. Domingos selbst wurde verhaftet. Auf Fürbitte von Pater Marcos Wanandi, dem Direktors des Colégio de São José wurde er wieder aus der Haft entlassen. Ab 1994 besuchte Sávio die Universitas Timor Timur (UnTim), aus der im Jahr 2000 die Universidade Nasionál Timór Lorosa’e (UNTL) wurde. Mit anderen Studenten zusammen war Sávio Gründungsmitglied des DSMPPTT, der sich für ein Unabhängigkeitsreferendum in Osttimor einsetzte. Sávio wurde stellvertretender koordinator für seine Heimat Lautém. Ab 1998 war Sávio zudem Leiter des Forums Junger Leute Iliomar, die Informationen über Verhaftungen und Morde durch die Streitkräfte Indonesiens (TNI) in Iliomar sammelten und ab 1999 Koordinator der Kampagne des Conselho Nacional de Resistência Timorense (CNRT) in Iliomar. Mehrmals musste Sávio sein Studium in Öffentlicher Verwaltung aufgrund der schwierigen Umstände am Ende der indonesischen Besatzung und seiner wirtschaftlichen Situation unterbrechen, so dass er erst 2007 das Studium mit einem Bachelor abschließen konnte. Von 2008 bis 2011 folgte ein weiteres Studium zu Kommunaler Entwicklung an der Universität Satya Wacana (Universitas Kristen Satya Wacana UKSW) im indonesischen Salatiga, das er mit einem Master abschloss.
Zwischen 1998 und 2000 war Sávio Mitglied der FALINTIL-Reserve in Atelari. Während der Übergangsverwaltung der Vereinten Nationen für Osttimor (1999–2002) lebte er mit anderen Studenten in Lospalos, die zur IMPETTU und DSMPPTT gehörten sowie einigen Geistlichen zusammen. Sie eröffneten die Prä-Sekundar- und die Sekundarschule im Ort wieder und übernahmen die Aufgabe als Lehrer. Innerhalb der Strukturen des CNRT half er in der Wirtschaftsabteilung bei der Versorgung der Bevölkerung. Von 2011 bis 2021 arbeitete Sávio als Dozent und Forscher an der UNTL. Am 11. Januar 2021 wurde er als Administrator Lautéms vereidigt. Das Amt hatte er bis 2024 inne.

## Kampfsport
Bereits in der Widerstandsbasis der FALINTIL begann Sávio mit Kampfsporttraining. Bis er nach Dili ging, wurde er dann von indonesischen Soldaten in Lospalos unterrichtet. In Dili fand Sávio einen timoresischen Trainer und schloss sich 1990 dem einem Verein an, der Kempo betrieb. 1995 wurde Sávio Dritter in einem nationalen Kampfsportwettbewerb in Jakarta. 1997 vertrat er die UNTIM und wurde sogar Zweiter. Nach der Unabhängigkeit gewann Sávio in Thailand die erste Runde eines Kempo-Präsentationswettbewerb. 2009 trainierte Sávio die siegreichen osttimoresischen Athleten des Kempo-Wettbewerbs auf Bali. Außerdem trainierte er die osttimoresischen Kempo-Kampfsportler bei den Südostasienspielen 2011 und 2013, die ebenfalls Medaillen nach Hause brachten. Sávio ist weiter als Trainer und Funktionär für Kempo aktiv.

## Veröffentlichungen
24 Jahre forschte Sávio zur Strategie, Taktik und Kriegstechnik der FALINTIL und verfasste dazu ein Buch. Weitere Bücher schrieb er mit anderen Autoren mit dem Centro Nasional de Investigasaun Cientifiku der UNTL (CNIC-UNTL):
- Desempenho e Motivasaun dos Funsionarios Publicas
- Relatorio Levantamento de dadus dos Recursos Humanos de Timor-Leste e Inquérito ao Ajustamento do Mercado de Trabalho
- Partisipasaun Feto iha vida Politika, Feto no Poder Cultura Patriarka Timor-Leste iha Prosesu Dezenvolvimentu Nasional
- Tatiku no Tekniku Gerrilherus FALINTIL contra Ocupantes Militares Indoneziu durante tinan 24 nia laran

Mit dem 2014 gegründeten Institut für die Forschung zur Geschichte des nationalen Befreiungskampfes schrieb Sávio die Bücher:
- Rekuperasaun Memoria Historia Funu Timor-Lorosa’e ba Periodu Feze Baze de Apoiu 1976–1978
- Rekuperasaun Memoria de luta pela Independencia Nacional Timor-Leste Periodo Fase de Guerrilha
- Aihan Guerrilheiros FALINTIL durante iha Ailaran